# Når dyrene drømmer
Når dyrene drømmer è un film del 2014 diretto da Jonas Alexander Arnby. È stato sceneggiato da Rasmus Birch. La pellicola, nei paesi anglosassoni, è stata intitolata When Animals Dream.

## Trama
Marie è una timida diciannovenne che abita in un villaggio di pescatori dimenticato in Danimarca, insieme al padre, Thor, e alla madre che sembra essere afflitta da una sorta di paralisi-come, che le impedisce di parlare e muovere; di conseguenza la ragazza e il marito devono badare a lei e spesso le fanno visitare il paesino sulla sedia a rotelle. Marie scopre uno strano livido sul petto. Facendosi visitare dal dottor Larsen crede che sia semplicemente un'infezione; anche se non si spiega perché il dottore le ha controllato le gengive.
La ragazza incomincia a lavorare in un impianto di lavorazione del pesce, dove fa amicizia con tre ragazzi: il ragazzo che l'istruisce, Felix, l'arrogante, Esben, e infine il ragazzo che l'attira, Daniel. Esben si mostra molto arrogante con la ragazza, arrivando perfino ad architettarle vari scherzi (eccetto quello del benvenuto) che la terrorizzano. Il livido incomincia a diventare più grande. Marie scopre una nave, appartenuta a dei russi, dove ci sono dei graffi fatti da un animale feroce.
Il mistero del livido di Marie è collegato alla madre. Thor, infatti, ogni notte le depila la schiena che è piena di peli (cosa che non è affatto normale per una donna). Rubando una cartella di Larsen, Marie scopre che altre persone hanno lo stesso livido, ma che sono tutte morte. Il medico, insieme a Thor, rivela la verità alla ragazza: è affetta da un qualcosa che ha anche la madre e dovrebbe assumere farmaci che la faranno diventare come lei. La ragazza si oppone e si reca da Felix.
Felix rivela a Marie che tutte le persone del paesino la temono, esattamente come temono sua madre. Marie non chiede spiegazioni. Anzi, insieme al ragazzo si reca in discoteca, dove incontra Daniel. Recandosi in un luogo privato, lei e il ragazzo hanno un rapporto sessuale. Tornata a casa viene braccata da Thor e Larsen, che cercano di riempirla di medicinali per impedire il progredire della “malattia”, ma la madre di Marie si dimostra tutt'altro che innocua, uccidendo Larsen. In passato, dei russi fecero degli esperimenti su di lei, trasformandola in una specie di lupo mannaro.
I cittadini incominciano a sospettare della madre di Marie e senz'alcun straccio di prova la uccidono, facendo sembrare il tutto un incidente. Marie e Thor sanno la verità, ma cercano di avere un certo contegno. La trasformazione continua, e (esattamente come preannunciato da Larsen) diventa più irascibile e arrogante, arrivando a sfidare il padre. Braccata da dei ragazzi incappucciati, Marie è costretta a difendersi, uccidendo uno di loro, che poi si scoprirà essere Esben. Daniel cerca di aiutarla, così come il padre, ma altri cittadini la catturano. Daniel riesce a liberarla e Marie uccide tutti i suoi rapitori.
Ritrovandosi nella nave, pronti per iniziare una nuova vita, Daniel guarda Marie, capendo che ora lui è diventato il suo difensore.